# Велико Йорданов
Велико Йорданов Стоянов е български учител.

## Биография
Велико Йорданов е роден на 11 април 1920 г. в с. Хлевене, Ловешко. Завършва Смесена гимназия „Цар Борис III” (Ловеч) (1942) и специалност физика в Софийския университет (1947).
Учител в Народна мъжка гимназия и Пълно средно смесено училище „Христо Кърпачев“ (1949-1959), Гимназията за чужди езици и Техникума по кожарство (1962-1980), Ловеч. Инспектор по физика в отдел „Просвета и култура“ на Окръжния народен съвет (1960), директор на Техникума по механо-електротехника (1960-1962), Ловеч. Ръководител на кръжок по физика. Има голям принос за обзавеждането на учебни кабинети и работилници в Пълно средно училище „Христо Кърпачев“. От неговия кръжок започва пътя в науката на бъдещи научни работници. Разработва собствен метод за преподаване. Научен ръководител и организатор на множество изложби по приложна физика и електротехника.
Заедно със сина си Анатоли Йорданов изобретяват метод за получаване на филтриращ материал за двигатели с вътрешно горене с авторско свидетелство от Института за изобретения и рационализации, вписан в държавния регистър на изобретенията през 1973 г.